# San Zenone al Lambro
San Zenone al Lambro é uma comuna italiana da região da Lombardia, província de Milão, com cerca de 3.442 habitantes. Estende-se por uma área de 7 km², tendo uma densidade populacional de 492 hab/km². Faz fronteira com Vizzolo Predabissi, Tavazzano con Villavesco (LO), Cerro al Lambro, Sordio (LO), Lodi Vecchio (LO), Casaletto Lodigiano (LO), Salerano sul Lambro (LO).

## Demografia
| Variação demográfica do município entre 1861 e 2011                               |
|                                                                                   |
| Fonte: Istituto Nazionale di Statistica (ISTAT) - Elaboração gráfica da Wikipedia |